# احمد الختال
احمد الختال (انگلیسی: Ahmed Al Khattal؛ زادهٔ ۶ اکتبر ۱۹۸۸) بازیکن فوتبال اهل بحرین است.
وی همچنین در تیم ملی فوتبال بحرین بازی کرده‌است.